# Hitoyoshi
Hitoyoshi (人吉市 Hitoyoshi-shi?) es una ciudad en la prefectura de Kumamoto, Japón, localizada en la parte suroeste de la isla de Kyūshū. El 1 de marzo de 2021 tenía una población estimada de 31 332 habitantes y una densidad de población de 149 personas por km².

## Geografía
Hitoyoshi se encuentra a unos 70 km al sur de la ciudad de Kumamoto y es el punto más meridional de la prefectura de Kumamoto. Limita al sur con Ebino en Miyazaki e Isa en Kagoshima. El centro de la ciudad es el extremo occidental de la cuenca de Hitoyoshi y el río Kuma fluye de este a oeste.

### Clima
| Parámetros climáticos promedio de Hitoyoshi (1991–2020) | Parámetros climáticos promedio de Hitoyoshi (1991–2020) | Parámetros climáticos promedio de Hitoyoshi (1991–2020) | Parámetros climáticos promedio de Hitoyoshi (1991–2020) | Parámetros climáticos promedio de Hitoyoshi (1991–2020) | Parámetros climáticos promedio de Hitoyoshi (1991–2020) | Parámetros climáticos promedio de Hitoyoshi (1991–2020) | Parámetros climáticos promedio de Hitoyoshi (1991–2020) | Parámetros climáticos promedio de Hitoyoshi (1991–2020) | Parámetros climáticos promedio de Hitoyoshi (1991–2020) | Parámetros climáticos promedio de Hitoyoshi (1991–2020) | Parámetros climáticos promedio de Hitoyoshi (1991–2020) | Parámetros climáticos promedio de Hitoyoshi (1991–2020) | Parámetros climáticos promedio de Hitoyoshi (1991–2020) |
| Mes                                                     | Ene.                                                    | Feb.                                                    | Mar.                                                    | Abr.                                                    | May.                                                    | Jun.                                                    | Jul.                                                    | Ago.                                                    | Sep.                                                    | Oct.                                                    | Nov.                                                    | Dic.                                                    | Anual                                                   |
| ------------------------------------------------------- | ------------------------------------------------------- | ------------------------------------------------------- | ------------------------------------------------------- | ------------------------------------------------------- | ------------------------------------------------------- | ------------------------------------------------------- | ------------------------------------------------------- | ------------------------------------------------------- | ------------------------------------------------------- | ------------------------------------------------------- | ------------------------------------------------------- | ------------------------------------------------------- | ------------------------------------------------------- |
| Temp. máx. abs. (°C)                                    | 22.3                                                    | 24.0                                                    | 26.9                                                    | 30.4                                                    | 34.0                                                    | 34.9                                                    | 37.0                                                    | 37.8                                                    | 36.4                                                    | 33.2                                                    | 27.6                                                    | 22.7                                                    | 37.8                                                    |
| Temp. máx. media (°C)                                   | 10.3                                                    | 12.4                                                    | 16.1                                                    | 21.3                                                    | 25.5                                                    | 27.3                                                    | 31.2                                                    | 32.3                                                    | 29.4                                                    | 24.4                                                    | 18.1                                                    | 12.2                                                    | 21.7                                                    |
| Temp. media (°C)                                        | 4.7                                                     | 6.2                                                     | 9.8                                                     | 14.6                                                    | 19.1                                                    | 22.4                                                    | 26.1                                                    | 26.6                                                    | 23.6                                                    | 18.0                                                    | 11.9                                                    | 6.3                                                     | 15.8                                                    |
| Temp. mín. media (°C)                                   | 0.2                                                     | 1.0                                                     | 4.5                                                     | 8.9                                                     | 13.7                                                    | 18.7                                                    | 22.4                                                    | 22.8                                                    | 19.5                                                    | 13.3                                                    | 7.3                                                     | 1.9                                                     | 11.2                                                    |
| Temp. mín. abs. (°C)                                    | -9.8                                                    | -9.1                                                    | -6.1                                                    | -3.5                                                    | 3.0                                                     | 7.8                                                     | 15.0                                                    | 15.3                                                    | 7.4                                                     | -0.4                                                    | -4.2                                                    | -7.8                                                    | -9.8                                                    |
| Precipitación total (mm)                                | 75.4                                                    | 109.0                                                   | 160.7                                                   | 177.8                                                   | 215.6                                                   | 560.9                                                   | 491.0                                                   | 226.3                                                   | 229.3                                                   | 108.8                                                   | 96.9                                                    | 83.3                                                    | 2535                                                    |
| Nevadas (cm)                                            | 2                                                       | 2                                                       | 0                                                       | 0                                                       | 0                                                       | 0                                                       | 0                                                       | 0                                                       | 0                                                       | 0                                                       | 0                                                       | 1                                                       | 5                                                       |
| Días de lluvias (≥ 1 mm)                                | 8.0                                                     | 9.0                                                     | 11.5                                                    | 10.5                                                    | 9.7                                                     | 15.9                                                    | 14.0                                                    | 12.2                                                    | 10.6                                                    | 7.2                                                     | 8.5                                                     | 8.2                                                     | 125.3                                                   |
| Días de nevadas (≥ 1 mm)                                | 0.6                                                     | 0.5                                                     | 0                                                       | 0                                                       | 0                                                       | 0                                                       | 0                                                       | 0                                                       | 0                                                       | 0                                                       | 0                                                       | 0.1                                                     | 1.2                                                     |
| Horas de sol                                            | 123.0                                                   | 133.9                                                   | 161.6                                                   | 175.8                                                   | 182.1                                                   | 117.1                                                   | 167.2                                                   | 183.5                                                   | 156.5                                                   | 163.6                                                   | 125.6                                                   | 118.6                                                   | 1808.5                                                  |
| Humedad relativa (%)                                    | 76                                                      | 74                                                      | 73                                                      | 72                                                      | 73                                                      | 81                                                      | 81                                                      | 79                                                      | 80                                                      | 79                                                      | 82                                                      | 80                                                      | 77.5                                                    |
| Fuente n.º 1: Agencia Meteorológica de Japón            |                                                         |                                                         |                                                         |                                                         |                                                         |                                                         |                                                         |                                                         |                                                         |                                                         |                                                         |                                                         |                                                         |
| Fuente n.º 2: Agencia Meteorológica de Japón            |                                                         |                                                         |                                                         |                                                         |                                                         |                                                         |                                                         |                                                         |                                                         |                                                         |                                                         |                                                         |                                                         |

## Demografía
Según los datos del censo japonés, la población de Hitoyoshi ha disminuido en los últimos 40 años.
| Gráfica de evolución demográfica de Hitoyoshi entre 1940 y 2015 |
|                                                                 |
| Oficina de Estadísticas de Japón                                |